# 72º Stormo
Il 72º Stormo è un reparto addestrativo dell'Aeronautica Militare italiana basato presso l'Aeroporto di Frosinone ed equipaggiato con elicotteri TH500 e UH139.

## Storia
Nel maggio 1953 sull’aeroporto di Roma-Urbe fu costituito il Reparto Addestramento Elicotteri dell’Aeronautica Militare, equipaggiato con i Bell 47D e i Sikorsky WS-51 Dragonfly. Nel dicembre 1954 arrivarono direttamente da Cascina Costa i primi esemplari di AB-47G costruiti su licenza dall’Agusta, e il 2 aprile 1955 il R.A.E., lasciata una sezione a Roma-Urbe, fu trasferito sull’aeroporto Girolamo Moscardini di Frosinone assumendo la denominazione di Centro Elicotteri.
Il 27 aprile dello stesso anno è costituito il 208º Gruppo Volo, su 429ª e 430ª Squadriglia, e il 1º gennaio 1957 il 209º Gruppo Scuola Impiego, su 431ª e 432ª Squadriglia, che affiancò il precedente 208° divenuto Gruppo Scuola Volo.

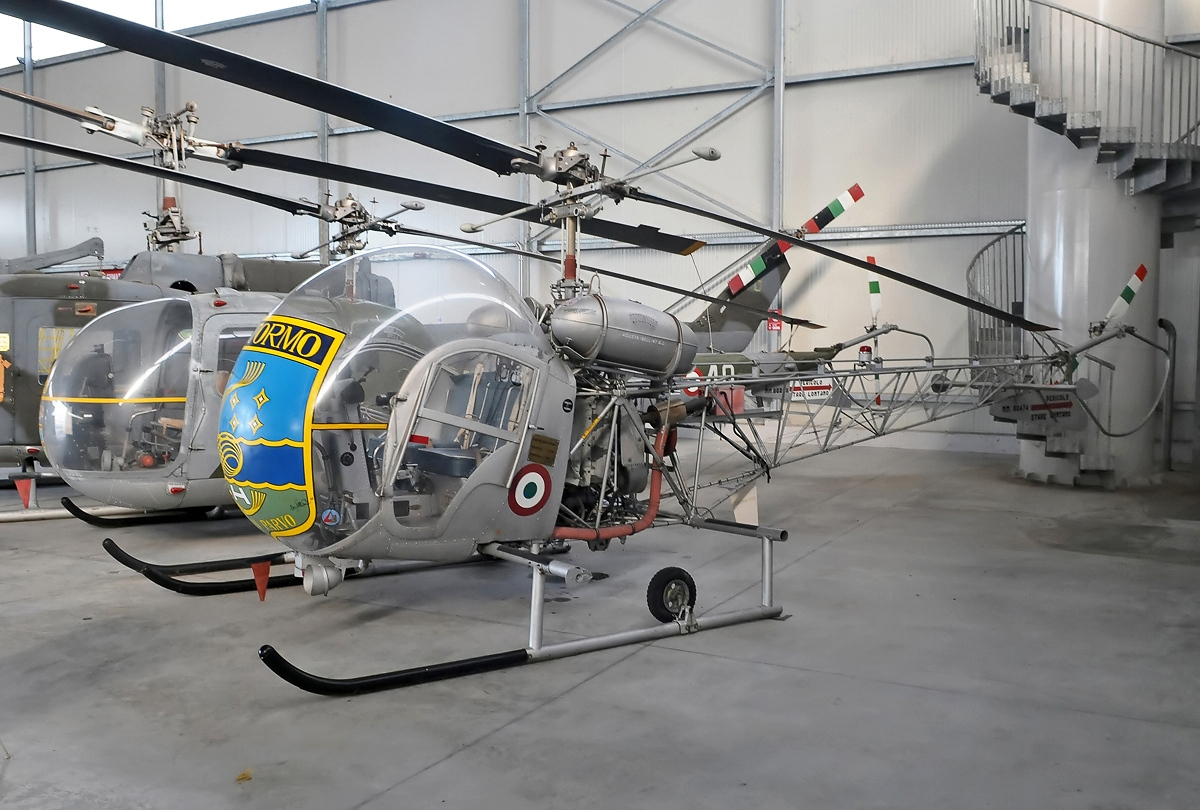
Un Agusta-Bell AB-47G-2 della Scuola Volo Elicotteri di Frosinone

Nel 1958 il 209º Gruppo Scuola Impiego e il Centro Elicotteri vennero trasferiti a Centocelle andando a costituire il Reparto Volo del Centro Elicotteri A.M. con compiti prettamente operativi. Il 15 febbraio 1960 fu costituito a Frosinone la Scuola Volo Elicotteri (S.V.E.) con compiti di addestramento al pilotaggio di velivoli ad ala rotante del personale dell’Aeronautica Militare, e di altre Forze Armate della Repubblica. La S.V.E. fu suddivisa in 208º Gruppo Volo, Gruppo ERT (manutenzione) e Gruppo SOG (logistico), ed iniziò il primo corso il 7 giugno 1960 dotata di 12 elicotteri AB-47G, tre AB-47J, due velivoli da addestramento Macchi M.416 e uno da collegamento North American T-6 Texan. Nel corso del 1961, oltre all’attività di addestramento, viene costituita anche la Scuola Istruttori di Volo (S.C.I.V.).
Il 21 giugno 1985 la S.VE., per decisione dello Stato maggiore Aeronautica Militare, assume la denominazione di 72º Stormo, equipaggiato con elicotteri Agusta-Bell AB 204. Nel maggio 1990 gli AB.47J e gli AB.204B iniziano a venire sostituiti dai primi Breda-Nardi NH-500E.
Dal 1999 elicotteri e il personale del 72º Stormo vennero rischierati sull'aeroporto di Đakovica, a supporto dei contingenti italiani e NATO della KFOR (Kosovo FORces) operanti in Albania (luglio 1999-giugno 2000) e in Kosovo (giugno 2000-dicembre 2003). Dal novembre 2000 iniziarono le operazioni in Eritrea nell'ambito della missione UNMEE (United Nation Mission Ethiopia-Eritrea), terminate nel luglio 2001.

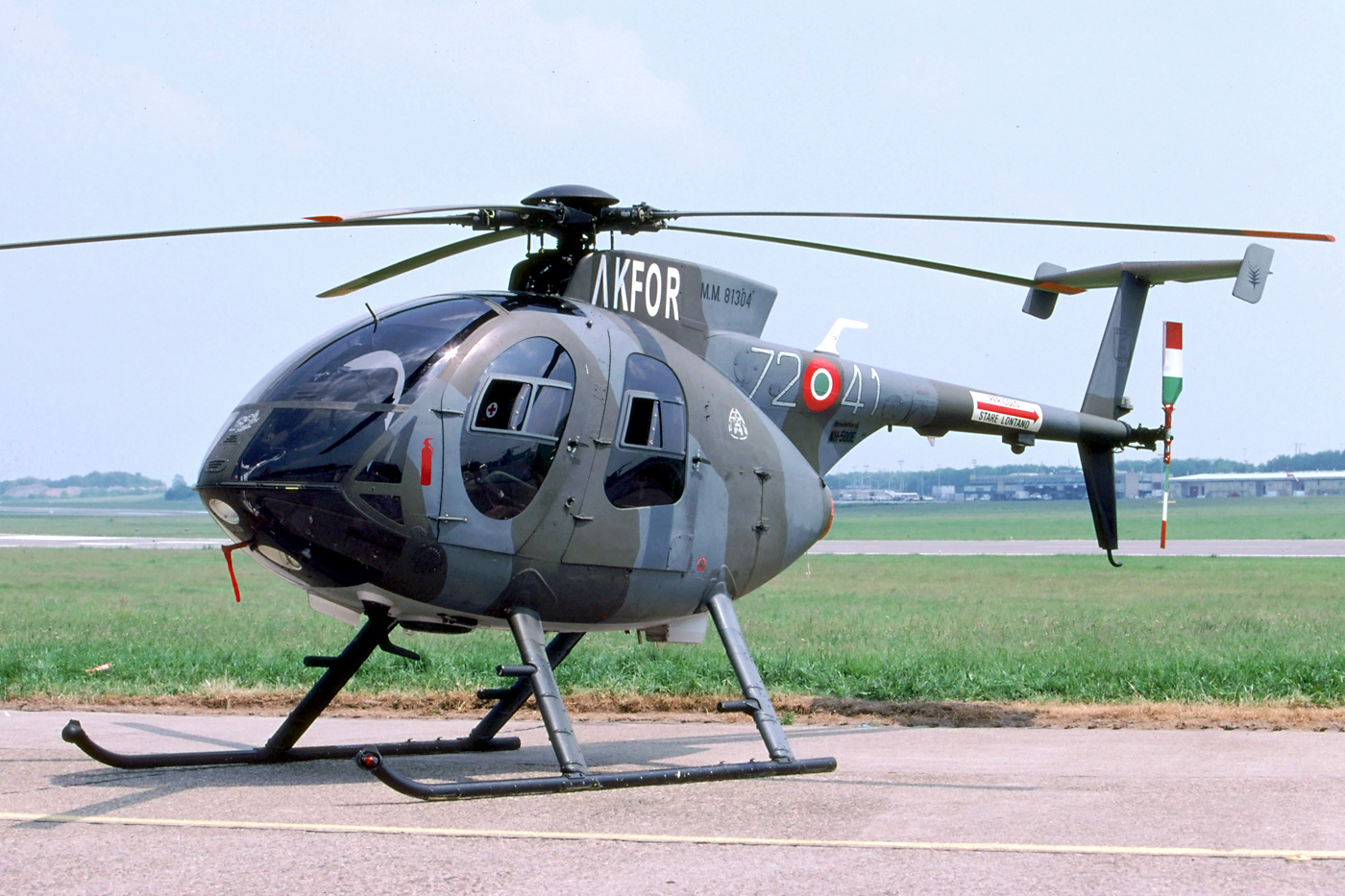
Un Breda-Nardi NH-500E del 72º Stormo con le insegne della KFOR.

Attualmente il 72º Stormo, intitolato alla Medaglia d'oro al valor militare Sergente pilota Marcello De Salvia, opera con il 208º Gruppo su TH-500B e UH-139, il GIP (Gruppo Istruzione Professionale), il 472º Gruppo STO, il 572º Gruppo SLO, il GEA (Gruppo Efficienza Aeromobili) e la Compagnia Protezione della Forze.

### Girolamo Moscardini
Nacque a Roma il 14 aprile 1905, figlio di Lorenzo e di Enrichetta Sartori, ambedue originari di Pofi Moscardini frequentò le Scuole di istruzione primaria del rione portico d’Ottavio della Capitale, dimostrando grande intelligenza e vivacità, e fu tra i primi della classe anche negli anni del Liceo scientifico “Leonardo da Vinci”. Terminati gli studi superiori frequentò la facoltà di ingegneria presso l’Università di S. Pietro in Vincoli, ma appassionatosi al mondo dell’aviazione abbandonò subito gli studi universitari arruolandosi nella Regia Aeronautica. Nel 1924 fu ammesso a frequentare il Corso Aquila nella Regia Accademia Aeronautica di Caserta. Divenuto Osservatore d’aeroplano nel 1925, l’anno seguente fu promosso sottotenente e trasferito allo Stormo Scuole Militari d’Aviazione. Tenente nel 1927, nell’agosto dello stesso anno venne trasferito alla Scuola di pilotaggio della Regia Accademia Aeronautica a Capua. Prescelto per partecipare al Giro Aereo d’Europa, decedette per incidente aereo il 3 agosto 1932 nel cielo di Castellana, provincia di Varese, durante un volo di esercitazione a bordo di un velivolo Breda Ba.33. La salma, dopo i solenni funerali, fu tumulata nel cimitero del Verano, a Roma, e per onorarne la memoria gli fu intitolato l'aeroporto di Frosinone.